# Pamela Courson
Pamela Susan Courson (Weed, 22 dicembre 1946 – Los Angeles, 25 aprile 1974) è stata a lungo compagna del leader dei Doors Jim Morrison, anche se i due non si sposarono mai.
Fu una dei due testimoni oculari della morte di Morrison (l'altro fu il medico legale Max Vasille), avvenuta improvvisamente a Parigi il 3 luglio 1971. Nominata erede del patrimonio del cantante, morì tre anni dopo il compagno a causa di un'overdose di eroina e fu sepolta con il nome di Pamela Susan Morrison.

## Biografia

### Infanzia ed adolescenza
Pamela nacque a Weed, in California, da Columbus Courson e Pearl Schmidt. Cresciuta nel tipico ambiente borghese americano, frequentò la scuola con profitto fino a quando, ormai adolescente, si iscrisse all'Orange High School per poi interrompere gli studi all'età di sedici anni. Affascinata dal nascente movimento hippie, Pamela si distingueva dalle compagne non solo per l'abbigliamento stravagante che usava adottare, ma anche per il suo particolare stile di vita.
Si racconta di lei che fosse una ragazza estremamente affascinante nonché vitale, pronta ad ogni esperienza, anche la più pericolosa ed apparentemente insensata, e propensa a vivere intensamente ogni giorno. Ciò la portò ad estraniarsi dall'ambiente borghese che la circondava, percependolo come poco consono alla propria personalità. Negli stessi anni soffrì di anoressia nervosa, arrivando per questo a conseguire quell'aspetto emaciato e diafano che la caratterizzerà e non l'abbandonerà più.

### L'incontro con Jim Morrison
Lasciato il college, si trasferì a Los Angeles e qui conobbe Jim Morrison. Le circostanze del loro incontro non sono mai state chiare e i due stessi protagonisti ne hanno sempre fornito diverse versioni. Quella più accreditata racconta di Pamela nel pubblico di un concerto dei Doors al London Fog, un locale in voga sul Sunset Strip. Qui fu notata inizialmente dal batterista John Densmore e corteggiata dal leader dei Love Arthur Lee, fino poi ad entrare nelle grazie di Morrison, che racconterà di essere stato colpito dalla particolare aura emanata dalla ragazza e ne trovò la spiegazione venendo a conoscenza del suo luogo di nascita. Weed, infatti, sorgeva sulle pendici del monte Shasta, un luogo considerato sacro dagli indiani nativi. Jim Morrison era convinto che in lui dimorasse lo spirito di un capo indiano, per cui considerò l'incontro con Pamela un segno del destino, riconoscendo in lei la sua "compagna cosmica" anche per lo stile di vita della ragazza, così simile al proprio.

### Gli anni con Jim
Pam fu accanto a Jim fin dagli inizi della sua avventura con i Doors, seguendolo ovunque. Il loro rapporto non fu sempre felice, anzi fu più spesso burrascoso e piuttosto altalenante. Frequenti erano i tradimenti da parte di entrambi e i periodi di allontanamento, anche molto lunghi. Entrambi furono dediti all'uso di stupefacenti, in particolare allucinogeni e (soprattutto nel caso di Jim) alcolici, ma Pamela non disdegnava l'eroina, cosa che Jim disapprovava.
Pamela considerò il vivere all'ombra di Jim e della sua fama alla stregua di un vero e proprio lavoro fino a che non sentì l'esigenza di creare qualcosa in proprio e iniziò ad interessarsi di moda. Con l'indispensabile aiuto finanziario di Morrison aprì un negozio chiamato Themis in cui vendeva capi d'abbigliamento e accessori che lei stessa andava personalmente a scegliere in Europa e in particolare a Londra, con frequenti viaggi verso quella che era considerata la capitale della moda giovanile dell'epoca. Il Themis divenne in breve tempo un luogo di ritrovo di fan dei Doors che vi confluivano nella speranza di poter incontrare Jim e gli altri membri del gruppo, ma anche un punto d'incontro per le band del momento attirate dal clima di eccentricità e spiritualità che Jim e Pam avevano saputo creare.
L'avventura del Themis durò però assai poco, dal momento che la totale incapacità imprenditoriale di Pam, unita al suo rapporto col denaro eccessivamente disinvolto, segnò le sorti del negozio. Fu però in questo periodo che Pamela conobbe il conte Jean de Breteuil, un nobile decaduto che si divideva tra Londra e Parigi, e intrecciò con lui una lunga liaison parallela. Con lui Pam aveva in comune la dipendenza dall'eroina: una delle ipotesi sull'oscura morte di Jim Morrison, infatti, vedono in de Breteuil il fornitore della dose che avrebbe causato l'attacco cardiaco che uccise il cantante. Sembra certo anche che Pamela trascorse con il conte un periodo a Parigi che coincise con una rottura particolarmente lunga con Jim e durante questo tempo maturò in lei l'idea del trasferimento definitivo nella capitale francese.
Verso la fine del 1970 la vita di Jim Morrison era a un bivio: i dissapori all'interno del gruppo, i numerosi processi e la dipendenza dall'alcol ne stavano minando il fisico e la psiche. Preoccupata, Pamela lo convinse a trasferirsi a Parigi prima che nei suoi confronti fosse spiccato l'ennesimo mandato di arresto e così la coppia prese dimora nella ville lumière nel marzo del 1971. La vita parigina sembrò giovare a Jim, che smise quasi completamente di bere e si immerse nell'atmosfera romantica della città per dedicarsi esclusivamente alla poesia. Anche il rapporto con Pamela era rinato: i due infatti condividevano un semplice appartamento nel quartiere del Marais e le storiche liti si erano diradate.
Nella notte tra il 2 e il 3 luglio dello stesso anno, però, fu proprio Pamela a trovare Jim morto nella vasca da bagno. Lei stessa raccontò che quella sera Jim non si sentiva bene ed aveva deciso di fare un bagno, mentre lei era andata a dormire. Svegliatasi durante la notte, però, vide che il compagno non era ancora tornato a letto e si alzò per cercarlo, trovandolo morto nella vasca da bagno ancora piena d'acqua. Il referto ufficiale, redatto frettolosamente dal medico legale, parlò di morte naturale dovuta ad arresto cardiaco.
Le speculazioni sulla morte di Jim Morrison sono ancor oggi numerosissime: alcuni vorrebbero il rocker vittima dell'eroina tanto cara a Pam, ma è risaputo che Morrison non si era mai bucato e, anzi, disprezzava coloro i quali erano dediti a questa pratica. Altri ipotizzano un cocktail di droga ed alcol che avrebbe causato l'infarto, mentre altri ancora attribuiscono a Pamela un ruolo determinante nella vicenda, dal momento che non solo avrebbe fornito a Jim la sostanza che l'avrebbe ucciso, ma oltretutto avrebbe di fatto assistito alla crisi precedente all'infarto, cercando di rianimarlo immergendo il corpo in acqua e, solo una volta capito che ogni tentativo sarebbe stato vano, avrebbe chiamato i soccorsi, che giunsero inutilmente.

### Gli ultimi anni e la morte
Pamela e Jim non si sposarono mai. Più volte furono vicini al passo tanto che in almeno un paio di occasioni richiesero i documenti necessari, ma per entrambi sembrava che si trattasse più che altro di una piccola "follia", un atto compiuto tanto per fare qualcosa di diverso e di emozionante sul momento, piuttosto che un reale bisogno. Ad esempio, il tastierista Ray Manzarek ricorda come sentì Jim e Pam parlare di matrimonio il giorno dopo la sua unione con Dorothy, evidentemente influenzati dalla cerimonia e dal clima di festa. Nonostante questo, però, entrambi si sentivano talmente legati l'uno all'altra da considerarsi marito e moglie e da soffrire moltissimo i frequenti momenti di lontananza. Nel libro Sto con la band della groupie Pamela Des Barres si narra di un incontro di quest'ultima, ancora adolescente, con un Jim Morrison agli inizi. La giovane abusa di allucinogeni e Jim la convince a smettere, sviluppando con lei una forte intesa: il rapporto però si interrompe presto perché il cantante non riesce a vivere lontano da Pamela, che lo aspetta sempre a casa.
Un testamento redatto da Jim nel 1969 indicava Pamela come unica beneficiaria dell'eredità e così Pam tornò in America ritrovandosi inaspettatamente ricca. Qualcosa però in lei si era irrimediabilmente perduto con Jim, perciò trascorse gli ultimi anni della sua vita in uno stato di perenne tristezza e depressione, nel costante ricordo e nostalgia di Morrison. Si riaffacciarono i disturbi alimentari e la dipendenza dall'eroina assunse dei contorni drammatici fino a che non fu trovata morta il 25 aprile del 1974 nella grande casa di Los Angeles in cui era andata ad abitare con due amici. Nel suo caso, il referto parlò inequivocabilmente di overdose.
 Per molti quella di Pam fu una morte annunciata, quasi un suicidio, dal momento che alcuni amici riferirono come nei giorni precedenti al fatto Pamela avesse parlato della sua ferma volontà di "andare da Jim". I suoi genitori cercarono di fare in modo che la sua salma potesse riposare a Parigi accanto al fidanzato Jim, ma le sue ceneri furono esposte al mausoleo del Fairhaven Memorial Park di Santa Ana (in California), dove riposano tutt'oggi.

### Controversiepost mortem
Alla morte di Pamela si aprì un'aspra controversia legale tra i suoi genitori e la famiglia Morrison riguardo alla cospicua eredità. Per entrarne in possesso i Courson si appellarono al fatto che era evidente che Jim e Pamela fossero sposati de facto pur non essendolo legalmente, ma la legislazione della California non riconosceva questo tipo di unioni. I genitori di Pamela presentarono dunque un documento che certificava l'unione tra Jim e Pamela nello stato del Colorado, che ammetteva le coppie di fatto. Nonostante questo documento non recasse le firme degli "sposi" e nonostante fosse noto che nessuno dei due avesse mai vissuto lì, il tribunale californiano dichiarò Pam e Jim uniti secondo la legge del Colorado e quindi accordò metà dell'eredità ai Courson. Ad oggi l'ingente patrimonio di Jim Morrison è diviso fra le due famiglie, che si accordarono per un assegno annuale di 200.000$ a testa.
Il ricordo di Pamela è ancora oggi particolarmente inviso ad alcuni fan dei Doors, particolarmente in coloro i quali credono che sia da attribuire alla Courson la vera causa della morte di Jim Morrison e in chi crede che Jim non fosse realmente innamorato di Pamela, quanto piuttosto succube del suo carattere irascibile e bizzoso. Di fatto, molte canzoni composte da Jim e incise dai Doors recano riferimenti, talvolta evidenti, talvolta più sottili, al suo rapporto con Pamela: una su tutte Love Street, contenuta nell'album del 1968 Waiting for the Sun.

## Nei media
Nel film del 1991 The Doors, diretto da Oliver Stone, è interpretata da Meg Ryan. In merito a questa interpretazione Patricia Butler (che conobbe i Doors e frequentò Jim e Pamela) ebbe parole dure: Pamela sarebbe stata dipinta come una donna ingenua e senza carattere, totalmente alla mercé di Jim e della popolarità dei Doors, quando in realtà la Courson si sarebbe sempre distinta per il suo temperamento forte.